# Phil X
Phil X, pseudonimo di Philip Theofilos Xenidis (Toronto, 10 marzo 1966), è un chitarrista e cantante canadese di origini greche.
È principalmente noto per la sua attività di recensore di chitarre e amplificatori, session man e turnista che lo ha portato negli ultimi anni ad esibirsi sui più grandi palchi del mondo con i Bon Jovi, per rimpiazzare l'improvvisa uscita dalla band del chitarrista titolare Richie Sambora per poi, successivamente, sostituirlo in pianta stabile.
Attualmente è anche frontman della sua band, i Drills. Nel 2020, insieme a John Shanks ha suonato la chitarra nel brano Lascia stare, interpretato da Beatrice Chiara Funari, in arte Bipuntato.